# Odontestra pseudosubgothica
Odontestra pseudosubgothica là một loài bướm đêm trong họ Noctuidae.